# Batalla de l'illa Ramree
La batalla de l'illa Ramree es lliurà durant sis setmanes entre gener i febrer de 1945, com a part de l'ofensiva de l'exèrcit britànic al Front Sud de la campanya de Birmània (1944-1945) durant la Segona Guerra Mundial.
L'illa birmana de Ramree havia sigut capturada amb el sud de Birmània durant les primeres fases del conflicte per l'exèrcit japonès l'any 1942. Les tropes aliades iniciaren les operacions per recuperar Ramree i la veïna Cheduba amb la intenció de construir-hi bases aèries.

## La Batalla

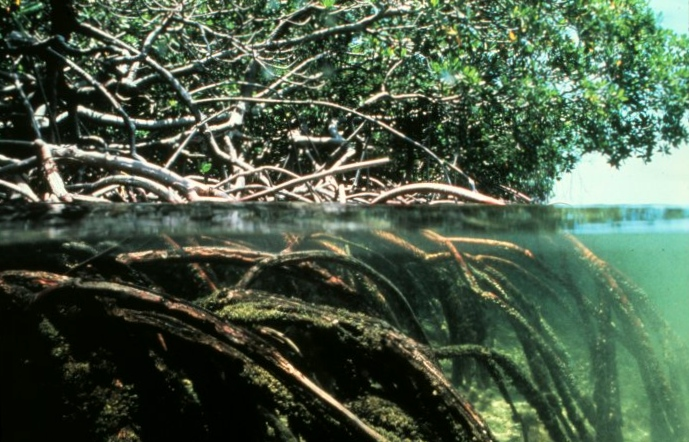
Aspecte d'un manglar a Bangladesh.

La batalla començà amb l'Operació Matador, un assalt amfibi per capturar l'estratègic port de Kyaukpyu, a l'extrem septentrional de l'illa de Ramree. El 21 de gener, una hora abans que la 71a Brigada India desembarqués, el cuirassat Queen Elizabeth obrí foc mentre que avions del portaavions d'escolta Ameer actuaven d'observadors. El creuer lleuger Phoebe també se sumà al bombardeig, junt amb B-24 Liberators i P-47 Thunderbolt del 224è esquadró de la Royal Air Force. Les tropes d'assalt desembarcaren sense trobar resistència nipona, desembarcant-hi l'endemà la 4a Divisió Índia d'Infanteria.
El 26 de gener a l'operació Sankey, tropes de la Infanteria de Marina Reial desembarcaren a l'illa de Cheduba, trobant-se que aquesta no estava ocupada pels japonesos. A Ramree, la guarnició japonesa tingué una forta resistència. Desembarcaren les brigades índies 4a, 26a, 36a i 71a, amb suport de la RAF i de la Infanteria de Marina.

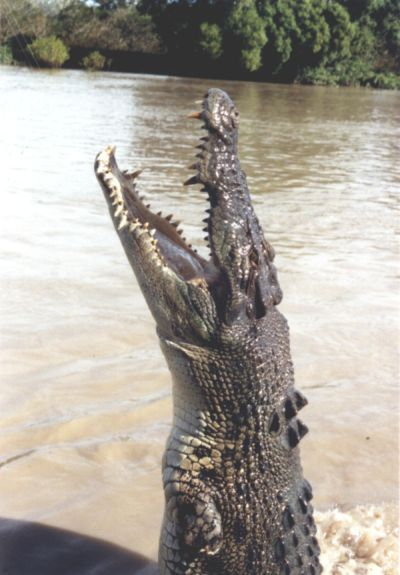
El cocodril marí, el més gros de tots els rèptils

Els 900 defensors abandonaren la base i s'uniren al conjunt de tropes japonesos de l'illa, i per això havien de travessar 16 km de manglars i espessos boscos. Les tropes britàniques rodejaren la zona, de manera que, atrapades en el fang, les tropes japoneses ràpidament sofriren els efectes de deshidratació, de malalties tropicals, així com l'atac d'escorpins, mosquits i cocodrils marins. Gairebé un miler de japonesos hi van morir, de moltes causes, a les qual hi ha el codi d'honor dels Samurai segons el qual val més morir que rendir-se a l'enemic. Durant anys, l'impacte dels cocodrils va ser molt exagerat. Haurien sigut uns cinc-cents «el nombre més gros de morts en un atac de cocodrils», segons el llibre del Guinness World Records de 1968. Un estudi herpetològic del 2001 va provar que amb prou feines eren quinze.